# 諾登舍爾德湖
51°02′S 73°00′W / 51.033°S 73.000°W

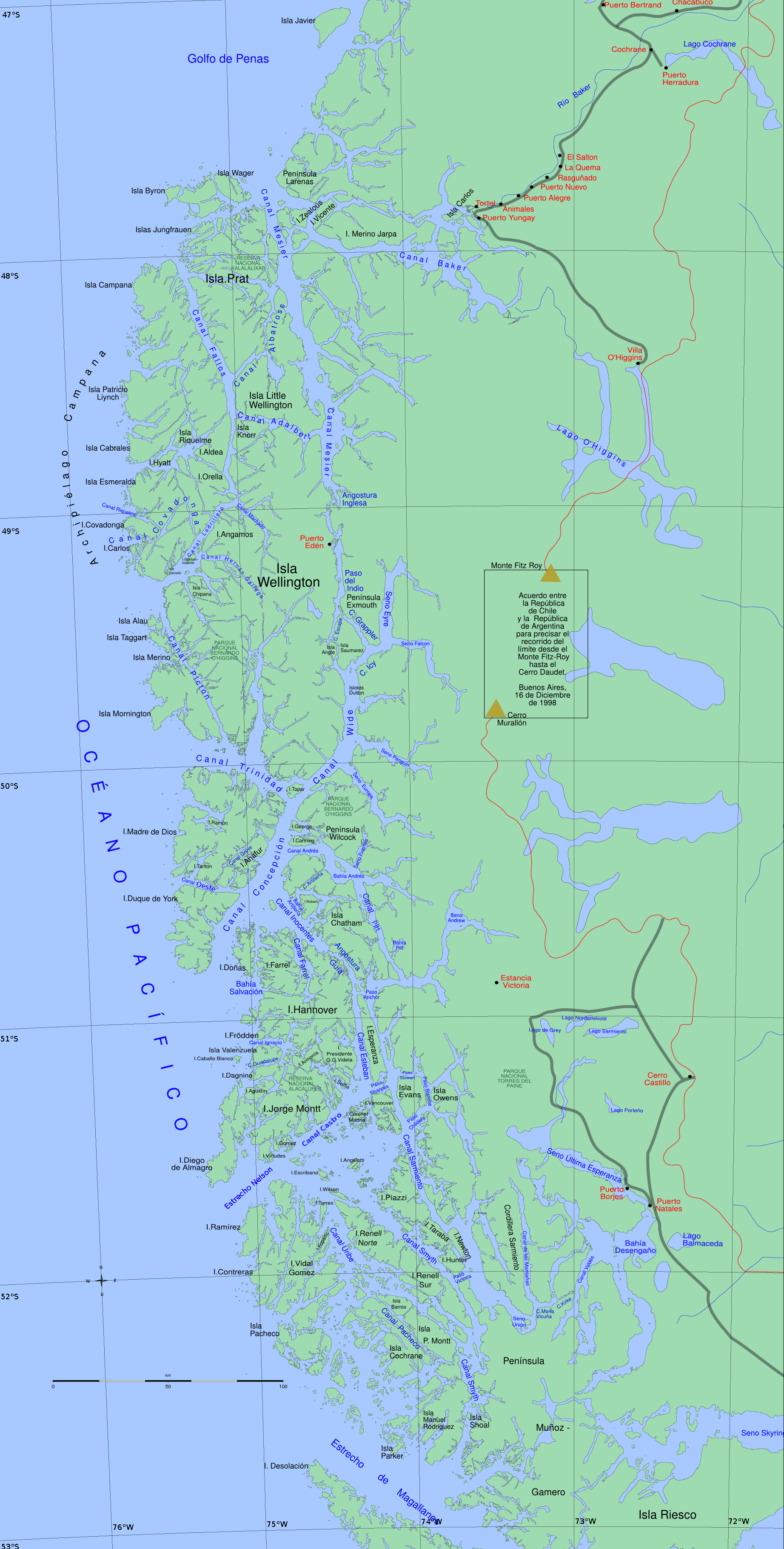

諾登舍爾德湖是智利的湖泊，位於該國南部，由麥哲倫-智利南極大區負責管轄，長15公里，面積28平方公里，水深200米，該湖在二十世紀初期被瑞典探險家發現。